# بولگیسان
بولگیسان (به لاتین: Bulgisan) یک کوه در کره جنوبی است. بولگیسان ۶۱۰ متر بالاتر از سطح دریا واقع شده‌است.